# Calotesta
Calotesta é um género botânico pertencente à família Asteraceae.